# Сэлам, Але Фэлегэ
Але Фэлегэ Сэлам (Ale Felege Selam, род. 1929) — эфиопский художник. Один из основоположников национальной живописи Эфиопии. Основатель и первый директор Художественной школы в Аддис-Абебе (1957). Учился в школе искусства в Чикаго. Участвовал в выставке «Современное искусство Эфиопии» в 1961 году в Москве. Автор ряда портретов государственных деятелей и простых людей. Работы «Портрет мужчины в белом» (1952), «Женский портрет» (1961). Он также автор ряда лирических пейзажей и жанровых произведений. Обращался к монументальному искусству. Выполнил росписи нескольких церквей в Аддис-Абебе (в частности, собор св. Троицы) и её окрестностях.